# Stożnowo
Stożnowo [stɔʐˈnɔvɔ] est un village polonais de la gmina de Jaświły dans le powiat de Mońki et dans la voïvodie de Podlachie. Il se situe à environ 14 kilomètres au nord-est de Mońki et à 46 kilomètres au nord de Bialystok. 
Le village compte approximativement 30 habitants.